# Ruth Bader Ginsburg
Ruth Bader Ginsburg, nevének közkedvelt rövidítésével RBG (Brooklyn, 1933. március 15. – Washington, 2020. szeptember 18.) amerikai jogász, az Amerikai Egyesült Államok Legfelsőbb Bíróságának bírája 1993-tól 2020-ban bekövetkezett haláláig.
Ginsburgöt a meleg- és nőjogok egyik élharcosaként és a liberálisok ikonjaként tartották számon az Egyesült Államok politikai és közéletében.

## Élete
1933-ban született zsidó bevándorló család gyermekeként, New York Brooklyn negyedében. Édesanyja fiatalkorában jó tanuló volt, 15 évesen végezte el a középiskolát, mégsem tudott tovább tanulni, mert családja inkább fiútestvérét küldte el egyetemre. Ennek hatására azt akarta, hogy lánya jó oktatásban részesüljön, ami lehetővé teszi számára, hogy független legyen, így aktív szerepet vállalt oktatásában. Édesanyja Ginsburg középiskolás éveiben rákbetegséggel küzdött, és egy nappal azelőtt halt meg, hogy lánya elvégezte a középiskolát.
Férjét, Martin "Marty" Ginsburgöt a Cornell Egyetemen ismerte meg, akivel 1954-ben, bölcsészdiplomája megszerzését követően összeházasodtak. A következő évben megszületett a kislányuk. A terhessége okán Ginsburgöt az akkori munkahelyén lefokozták. A terhes nőkkel szembeni diszkrimináció az '50-es években még legálisnak számított. Ezen élmény hatására második terhességét eltitkolta, fia 1965-ben született.
1956-ban egyike lett azon 9 nőnek, akik az 500 fős évfolyamba felvételt nyertek a Harvard Egyetem jogi karára. Az egyetem ekkoriban nyitotta meg kapuit a női hallgatók előtt, akiknek gyakran különböző megaláztatásokban volt részük, melyekről Ginsburg később úgy nyilatkozott, hogy az ott szerzett tapasztalatok nagyban hozzájárultak a nőkkel szembeni jogi akadályok leküzdéséért vívott harcához. Ezen esetek közé sorolható azon vacsorameghívás, amelyen a dékán feltette azt a kérdést a női hallgatóknak, hogy mivel igazolják azt, hogy egy férfi helyén ülnek.
Jogi tanulmányait végül a végül a Columbia Egyetemen fejezte be, mivel férje New Yorkban kapott állást, így oda költöztek. A Harvard Law Review, és a Columbia Law Review jogi folyóiratok szerkesztője volt. Annak ellenére, hogy évfolyamelsőként végzett, Ginsburg egy állásajánlatot sem kapott. Ennek okaként úgy fogalmazott, hogy három területen is kirítt: zsidó, nő és anya volt.

## Pályafutása
A Rutgers Egyetem jogi karán kezdett oktatni 1963-ban, majd annak professzora lett 1969-ben, és önkéntesként csatlakozott az Amerikai Társaság a Szabadságjogokért (ACLU – American Civil Liberties Union) szervezetéhez. Ekkor részt vett a Reed v. Reed ügy jogi érvelésének megírásában, amely az Amerikai Egyesült Államok Legfelsőbb Bírósága elé vitt első sikeres, nemi alapú diszkriminációt megállapító ügy volt. Az ügy tárgyát egy idahói törvény képezte, amely a hagyatéki gondnok kijelölése kapcsán lefektette, hogy a férfiak elsőbbséget élveznek a nőkkel szemben. A Bíróság megállapította, hogy ez a rendelkezés az amerikai alkotmány tizennegyedik módosításában szereplő jogegyenlőségi cikkelybe ütközik.
Az ACLU Nőjogi Projektjének társalapítója és vezetője lett 1972-ben, és ugyanebben az évben a Columbia Egyetem jogi karának első állandó női professzora. Rövidesen az ACLU jogtanácsosává vált, amely időszak alatt hat nemi alapú diszkriminációs ügyet vitt az Amerikai Egyesült Államok Legfelsőbb Bírósága elé, amelyek közül ötöt megnyert.
Ezek között szerepel a Frontiero v. Richardson (1973) ügy, amelyben a katonaság tagja családtagjának járó állami juttatás körében alkalmazott megkülönböztető gyakorlatot vitte a Legfelsőbb Bíróság elé, amely szerint egy katona női családtagjának automatikusan járt a juttatás, míg férfi családtagok tekintetében ugyanezt egy meghatározott küszöbértéktől tette függővé.
Ügyfelei gyakran férfiak voltak, ahogyan a Weinberger v. Wiesenfeld (1975) ügyben, melyben egy özvegy férfitól, aki otthon kívánt maradni gyermekével, miután a felesége belehalt a szülésbe, megtagadták szociális juttatások nyújtását azon a társadalombiztosítási rendelkezésen alapulva, hogy a nő csupán másodlagos kenyérkereső, vagyis az ő bevétele a család szempontjából jelentéktelen, így a férfi szociális juttatásra nem jogosult.
A Craig v. Boren (1976) ügyben egy Oklahoma állambeli törvény Legfelsőbb Bíróság elé vitelében működött közre, amely megtiltotta bizonyos alkoholtartalmú sör értékesítését 21 évesnél fiatalabb férfiaknak, de lehetővé tette azt a 18 év feletti nők számára. Ebben az esetben alkalmazott a Legfelsőbb Bíróság először fokozott alkotmányossági vizsgálatot egy nemi alapú diszkriminációs ügyben.
Ginsburg igyekezett a Bíróságnak megmutatni azt, hogy a férfiak és a nők közötti különbségtételt tartalmazó törvények – még azok is, amelyek a nőket voltak hivatottak segíteni – igazságtalan és káros előítéleteken alapulnak, és így a legtöbb esetben alkotmányellenesek. A férfiak felpereskénti megjelenítése az egyes ügyekben jól szemléltette, hogy férfiak és nők is szenvednek ezen sztereotípiáktól. Véleménye szerint számos olyan szabályozás és törvény létezett, amelyek látszólag segítettek a nőknek, némi extra előnyt biztosítva számukra, azonban ezen jogszabályok elsősorban azt az elterjedt elképzelést ismerték el, hogy a nők általában a férfiaktól függenek. Így azt kívánta bizonyítani, hogy az efféle jogszabályok valójában ártanak a nőknek azáltal, hogy hozzájárulnak szerepük sztereotip értelmezéséhez.
Az abortusszal kapcsolatos álláspontja egyértelműen annak talaján állt, hogy a nők egyenjogúságának része a kizárólagos döntési lehetőség, így ezen döntéssel szemben támasztott bármely korlátozás nemi alapon történő hátrányos megkülönböztetés. Mégis, a Roe kontra Wade (1973) ügy ítéletének egyes aspektusait kritizáló, a New York Egyetemen 1992-ben tartott előadásán kifejtett véleménye jelentős  – bár alaptalannak bizonyuló – aggodalmat keltett a támogatói körében, mivel attól tartottak, hogy legfelsőbb bíróvá történő kinevezése után nem védené meg az ügyben hozott ítéletet. Ginsburg az eset kapcsán azzal érvelt, hogy a Legfelsőbb Bíróság részéről nem volt bölcs olyan részletes rendszer bevezetése, amely előírja, hogy az államok hogyan szabályozhatják az abortuszt. Ehelyett a Legfelsőbb Bíróságnak egyszerűen hatályon kívül kellett volna helyeznie a szóban forgó texasi törvényt, amely szinte minden terhességmegszakítást betiltott. Ginsburg szerint ezzel megelőzhető lett volna az azóta is tartó vita, amely a kérdést övezi, mivel az államoknak nagyobb mozgásterük lett volna saját törvények megalkotására, próbára téve a Legfelsőbb Bíróság korlátait. Véleménye szerint a döntés túl elsöprő volt és könnyen támadható, mivel nem a nők egyenjogúságán és a törvény előtti egyenlőségnek a tizennegyedik alkotmánymódosításban kimondott elvén alapult, hanem a magánélethez való jogon.
Ruth Bader Ginsburgöt Jimmy Carter elnök 1980-ban jelölte a Columbiai Kerületi Fellebbviteli Bíróság bírájának, amely időszakot mértékletessége és megfontoltsága jellemzett, gyakran a konzervatív véleményekhez is csatlakozva. Bill Clinton elnök nevezte ki az Amerikai Egyesült Államok Legfelsőbb Bíróság bírájának, és a szenátusi jóváhagyás után 1993. augusztus 10-én foglalta el posztját. Ginsburg Sandra Day O'Connor után a második nő, aki a testületben helyet foglalhatott.
Jelentősebb véleményei közé tartozik a U.S. v. Virginia (1996) ügyben alkotott, többséget jelentősen befolyásoló álláspontja, amelyben a Bíróság jogsérelmet állapított meg a Virginiai Katonai Intézet nőket elutasító gyakorlatával szemben, valamint a Ledbetter v. Goodyear (2007) ügyben alkotott különvéleménye, ahol a Bíróság nem állapított meg nemi alapon történő munkahelyi diszkriminációt, viszont Ginsburg véleménye olyan meggyőző volt, hogy a felperesről elnevezett, az egyenlő bér elvét sértő esetekkel kapcsolatos eljárás indításához fűzött akadályokat elhárító törvény elfogadásához vezetett 2009-ben. 2015-ben a többség oldalán fenntartotta Barack Obama egészségügyi reformtörvényének (Obamacare) leglényegesebb elemét, az Obergefell v. Hodges ügyben pedig szintén a többség oldalán (5:4) az azonos neműek házasságának legalizálása mellett foglalt állást.
Férje elszánt támogatója volt Ginsburgnek, Clinton elnök hivatalnokai elmondása szerint az ő állhatatos lobbizásának köszönhetően került Ginsburg neve a Legfelsőbb Bíróság potenciális jelöltjeinek listájára 1993-ban. Ideológiai szembenállásuk ellenére szoros barátságot ápolt Antonin Scalia konzervatív legfelsőbb bíróval, amely barátság és közös rajongásuk az opera iránt egy róluk elnevezett darab megírását is inspirálta.
Ruth Bader Ginsburg vehemens támogatója volt a nőknek egyenlő jogokat biztosító alkotmánymódosításnak (Equal Rights Amendment), amelyet a Kongresszus 1972-ben elfogadott, azonban végül nem lépett hatályba, mert az előírt időhatáron belül nem ratifikálta az államok háromnegyede.
Saját elmondása szerint a nőjogi mozgalom jogi oldalának vezetését tekinti a legjelentősebb szakmai munkásságának.

## Popkulturális ikon
Ruth Bader Ginsburg idővel popkulturális feminista ikonná vált. Részben erőteljes különvéleményei miatt egy fiatal joghallgató létrehozta a Ginsburgnek dedikált Tumblr-fiókot, amelynek a Notorious RBG nevet – a néhai rapperre, The Notorious BIG-re utalva – adta. Többször szerepelt a Saturday Night Live című televíziós műsorban, valamint egy CNN podcast, egy dokumentumfilm (RBG, 2018) és egy játékfilm (Az egyenjogú nem, 2018) is készült róla. Ez a kitüntetett figyelem egy még hivatalban lévő legfelsőbb bíró esetében szokatlannak és újszerűnek számított, és egyes helytelenítő vélemények is megjelentek, miszerint a bírósági pozícióra rossz fényt vet a nyilvánosság felé történő ilyen szintű elköteleződés.

## Betegsége
A 2020. év eleji orvosi vizsgálatok kimutattak új daganatos elváltozásokat a máján, mely diagnózis Ginsburg ötödik rákos megbetegedését jelentette. Két évtizede küzdött a vastagbél (1999), a hasnyálmirigy (2009) és a tüdő (2018) daganatos megbetegedésével, a hasnyálmirigyrák kiújulását (2019) követően sugárkezelésre is járt. Azonban a kórházi kezelések sem tartották vissza attól, hogy részt vegyen a bírósági ülések szóbeli érvelésén, amelyeken csupán két alkalommal nem tudott betegsége miatt megjelenni. 2020. szeptember 18-án hasnyálmirigyrákban hunyt el.

## Emlékezete
Ugyan akadtak hangok, amelyek még életében csalódottságukat fejezték ki amiatt, mert Obama elnöksége idején nem lépett vissza, hogy az elnök egy progresszív bíróval tölthesse be a helyét – aki feltehetőleg még több évtizedig szolgálhatott volna –, Ginsburg tapasztalata és rangidős pozíciója utolsó éveiben is kétségtelenül hozzájárult a Legfelsőbb Bíróság érvelésének alakításához, amelyre egy fiatalabb, kevésbé tapasztalt bíró esetleg kevésbé lett volna képes.
A Guardian az Amerikai Egyesült Államok történelmének legfontosabb feminista ügyvédjeként emlékezett meg róla, a New York Times pedig mint az egyenlőség egyik legjelentősebb előmozdítójaként búcsúzott tőle.
Több könyvet is írtak róla, és maga is egy könyv szerzője My Own Words címmel.